# 苦悩のイディオム
苦悩のイディオム（idiom of distress）は1981年にNicherによって提案された概念である。多文化間の精神疾患を考慮するさい、それら疾患はある文化に特有とされる珍奇な「文化結合症候群（culture-bound syndrome）」と捉えられていたが、別の視点を提供した。つまり、苦悩のイディオムとは、DSM4などのカテゴリー範疇で位置づけられる診断カテゴリーではない、個人におきた問題を考える際の自己理解と他者とのコミュニケーションを基盤とした苦悩の言語表現といえる。